# Медаль «3 Мая»
Медаль «3 Мая» (пол. Medal 3-go Maja) — польская государственная награда, учреждённая в соответствии с правительственным декретом от 25 апреля 1925 года.

## История

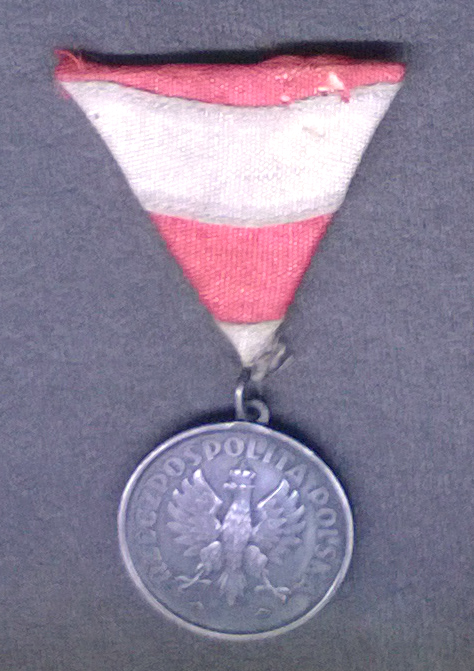
Аверс медали

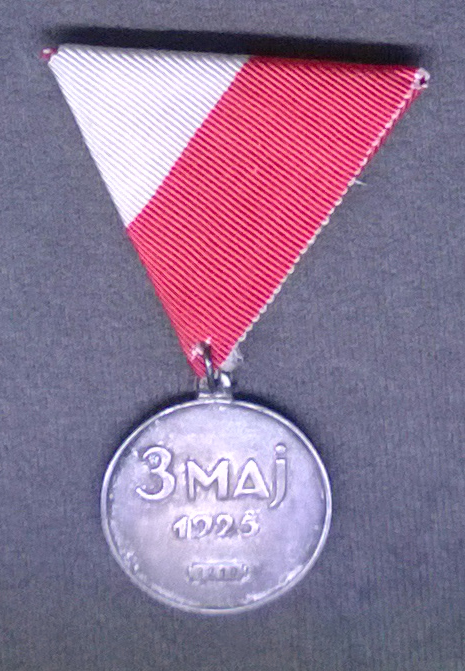
Реверс медали

Предназначалась для награждения граждан Польской Республики за заслуги в различных областях государственной и социальной деятельности.
Предполагалось, что награждение этой медалью будет производиться ежегодно 3 мая — в день принятия первой польской Конституции 1792 года.
Однако, награждение производилось только в 1925 году. Большую часть награждённых составили высшие чиновники Варшавского округа.
Медаль выпущена очень маленьким тиражом и является раритетом.

## Описание
Медаль круглая диаметром 30 мм, изготавливалась из серебра.
На лицевой стороне медали помещено рельефное изображение коронованного орла. По верхнему краю медали надпись: «RZECZPOSPOLITA POLSKA». Ниже лап орла изображены два ромба. На оборотной стороне медали отчеканена дата в две строки: «3 MAJ / 1925». Под датой выбивался порядковый номер медали. В верхней части медали имеется ушко с кольцом, с помощью которого медаль крепится к ленте.

## Лента
Лента медали шелковая муаровая с чередующимися белыми и красными горизонтальными полосами. Ширина ленты 38 мм, ширина полос 15 мм.
Первоначально медаль носилась на треугольной колодочке.